# 컴퍼스자리 알파

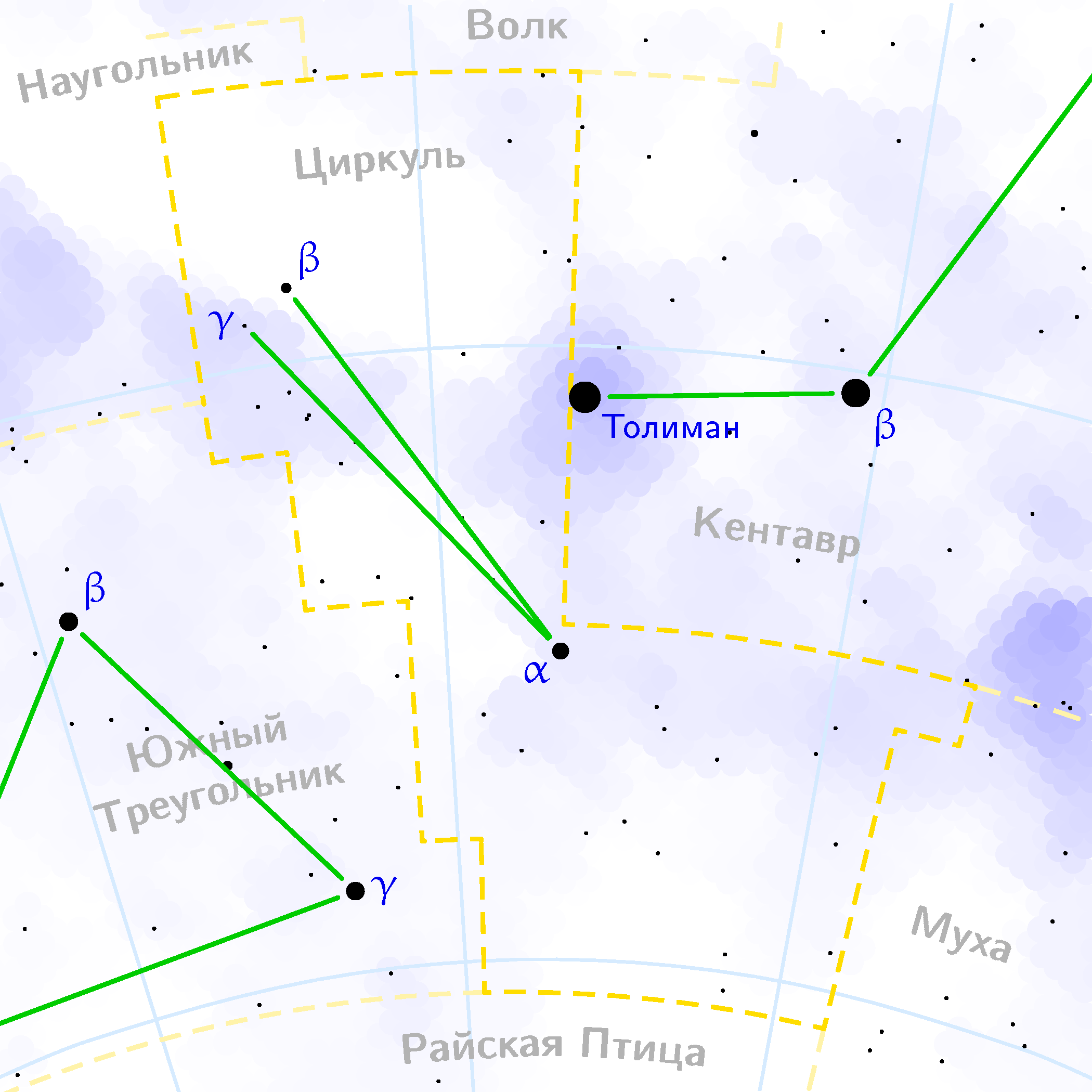

컴퍼스자리 알파(α Cir / α Circini)는 컴퍼스자리 방향으로 지구에서 53.5광년 떨어져 있는 A형 주계열성으로, 변광성이다. 이 별은 복잡한 분광형 및 변광 주기를 지니고 있으며, 어두운 동반성을 하나 거느리고 있다.

## 세부 정보

### 대기 성분
알파별은 그리 밝지 않은 3등성이지만 특이한 스펙트럼을 지니고 있으며, 따라서 A 분광형임은 밝혀져 있으나 세부 스펙트럼에 대한 정보는 정확히 정의되어 있지 않다. 보다 정확히 표현하면 ApSrEuCr로 표현할 수 있다. 여기서 p는 '특이(peculiar)'이며 다른 글자들은 스트론튬, 유로퓸, 크로뮴이 항성 대기에 있음을 의미한다. 연구 결과 탄소, 산소, 규소, 칼슘, 철의 함량은 태양과 비슷했으며, 크롬과 망간은 태양보다 다소 많았고, 일산화 탄소, 이트륨, 네오디뮴, 유로퓸은 태양에 비해 압도적으로 많이 포함되어 있었다.

### 변광 양상
컴퍼스자리 알파는 여러 가지 변광 주기를 보여준다.
roAp형
알파는 밤하늘에서 가장 밝은 roAp형 항성으로, 이는 빠르게(rapidly) 깜빡거리는(oscillating) A형 특이성(peculiar star)이라는 의미이다. 변광주기는 6.825 ~ 6.832초로, 밝기는 주기마다 0.002 ~ 0.004 등급만큼 변한다.
방패자리 델타형
2.94시간 간격의 변광주기가 있으며 이는 방패자리 델타형 변광성이 보여주는 양상과 비슷하다.
사냥개자리 알파2형
4.48일 간격의 변광주기가 존재하는데, 이는 1회 자전에 걸리는 시간으로 추측된다. 시선 방향에 대한 자전축 기울기는 42도이다. 알파는 다른 Ap형 항성들처럼 강력하고 국지적인 자기장이 형성되어 있으며, 이 자기장은 확산 및 상승 작용을 통해 여러 화학 원소들이 항성 표면에 여기저기 흩어지기 때문에 생기는 것이다. 자기장의 위력은 태양의 500배 수준이다. 폴 윌드 천문대 소재 시드니 대학교 항성 간섭계를 통한 관측을 통해 자전에 따라 위상이 달라지는 것을 알아냈는데, 이는 흑점의 증거로 보이며, 이 때문에 밝기의 변화가 생기는 것으로 보인다.
기타
4개월 간격의 변광주기도 있다.

## 동반성
알파에서 16초각 떨어진 곳에 반성으로 추측되는 K5형 주계열성이 있다. 밝기는 8.47 등급이며 주성에서 260 천문단위 떨어져 2,600년에 1주기 공전을 하는 것으로 보인다.

## 참고 문헌
- (영어) 《SIMBAD》컴퍼스자리 알파. 2008년 12월 17일 확인.
- (영어) Bruntt, H.; North, J. R. Cunha, M. Brandão, I. M. Elkin, V. G. Kurtz, D. W. Davis, J. Bedding, T. R. Jacob, A. P. Owens, S. M. Robertson, J. G. Tango, W. J. Gameiro, J. F. Ireland, M. J.  Tuthill, P. G. (2008년 6월). “The fundamental parameters of the roAp star α Circini” 386. Monthly Notices of the Royal Astronomical Society: 2039 - 2046. doi:10.1111/j.1365-2966.2008.13167.x.
- (영어) Jim Kaler. “ALPHA CIR (Alpha Circini)”. 2008년 5월 17일에 원본 문서에서 보존된 문서. 2008년 12월 18일에 확인함.